# Pont de Levallois – Bécon (stanice metra v Paříži)

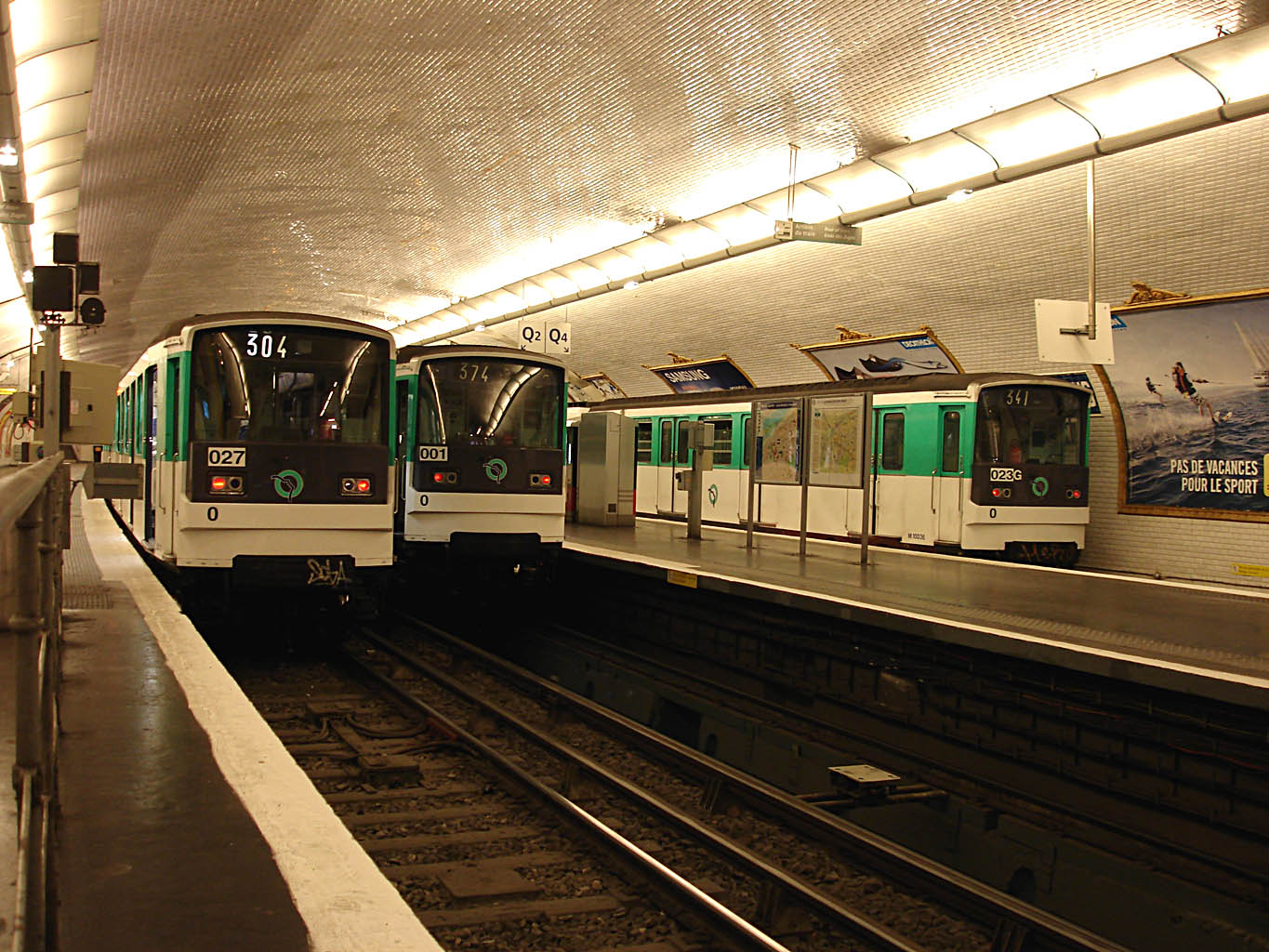
Vlaky v konečné stanici

Pont de Levallois – Bécon je konečná stanice pařížského metra na západním konci linky 3, která se nachází na pařížském předměstí ve městě Levallois-Perret ležící severozápadně od Paříže.

## Historie
Stanice byla otevřena 24. září 1937 jako součást třetího a posledního prodloužení linky směrem na západ od stanice Porte de Champerret.

## Název
Jméno stanice je se skládá ze dvou částí. Pont de Levallois je nedaleký most přes Seinu, pojmenovaný po Nicolasu Eugènovi Levalloisovi (1816–1879), obchodníku s realitami a zakladatelem města Levallois-Perret. Bécon je část názvu obce Bécon-les-Bruyères na druhé straně řeky.